# Lorànt Deutsch
Pour les articles homonymes, voir Deutsch.
Lorànt Deutsch, né le 27 octobre 1975 à Alençon,, est un acteur, animateur et écrivain français.
Il débute comme acteur dans son adolescence, puis gagne en notoriété en apparaissant dans des films comme Le Ciel, les Oiseaux et... ta mère !, Ripoux 3 et 3 zéros.
Il est également connu pour avoir publié plusieurs ouvrages de vulgarisation sur l'histoire de France, dont Métronome : l'histoire de France au rythme du métro parisien, paru en 2009, et Hexagone en 2013. Des historiens comme Aurore Chéry ou William Blanc ont critiqué ses ouvrages pour leurs approximations et leurs partis pris idéologiques.

## Biographie

### Jeunesse et formation
Lorànt Deutsch est né Laszlo Matekovics, d'une mère roumaine et d'un père, Jean-Pierre Deutsch, né Matekovics, juif d'origine hongroise ayant fui la répression de 1956 et dont les parents ont été déportés durant la Seconde Guerre mondiale. Jean-Pierre Deutsch a été maire de Rouvres de 2014 à 2016 et chef de file de Debout la République, parti de Nicolas Dupont-Aignan, pour les élections régionales de 2015 en Eure-et-Loir.
Deutsch grandit à Sablé-sur-Sarthe. Il découvre la comédie au centre culturel de cette ville, mais se passionne d'abord pour le football. À douze ans, il est recruté par le FC Nantes dans le cadre Sport-études. Deux ans plus tard, il abandonne puis rejoint sa sœur installée à Paris, s'installe lui-même chez ses grands-parents à la cité de l'Abreuvoir à Bobigny. Son adolescence est difficile, car il est alors le « souffre-douleur » de ses camarades du lycée. 
Deutsch obtient le baccalauréat économique et social et entame ensuite à la Sorbonne un double cursus en philosophie et en langues orientales, qu'il interrompt en 1998 après avoir obtenu une licence en philosophie. Son cursus de langue et civilisation hongroises lui permet de tenter le concours d'« inspecteur pour Interpol en Europe centrale »[pas clair] auquel il échoue. Il voulait être journaliste, historien ou professeur d’histoire ou de philosophie et il désirait également travailler dans la police mais il a échoué à plusieurs concours de recrutement de la police nationale.
C'est dans une MJC qu'il prend goût au théâtre. Plus tard, sa sœur l'inscrit au théâtre Mouffetard dans le Ve arrondissement de Paris.

### Révélation comique puis échecs (1990-2005)
En 1990, Deutsch  se présente aux auditions d'une série de télévision franco-québécoise, Les Intrépides. Retenu pour jouer l'un des personnages principaux, il interprète dans 52 épisodes le rôle de Tom, un garçon français jouant les détectives avec sa sœurâtre québécoise. Son nom de scène est alors orthographié « Laurent Deutsch ». Il met ensuite sa carrière artistique entre parenthèses pour se concentrer sur ses études, tout en continuant de fréquenter les cours de théâtre. Il apparaît en parallèle dans de nombreuses publicités, notamment pour Yop et dans la série des spots Gervais au slogan : « Charles Gervais, il est odieux, mais c'est divin ».
En 1998, après avoir achevé ses études, il se consacre entièrement à sa carrière d'acteur. Il apparaît dans la comédie indépendante Le Ciel, les Oiseaux et... ta mère ! de Djamel Bensalah. Après plusieurs autres rôles, il confirme en 2002 avec la comédie d'action Le Raid (toujours sous la direction de Bensalah) puis dans la comédie sportive 3 zéros, de Fabien Onteniente. Ses performances lui valent l'Étoile d'or de la révélation masculine en 2003, ainsi que le prix Jean-Gabin en 2004. En 2003, il est nommé au César du meilleur espoir masculin pour 3 Zéros.
Deutsch devient alors tête d'affiche de comédies populaires : mais en 2003, Le Coût de la vie, de Philippe Le Guay et la fin d'une trilogie, Ripoux 3, de Claude Zidi, ne lui permettent pas de s'imposer.

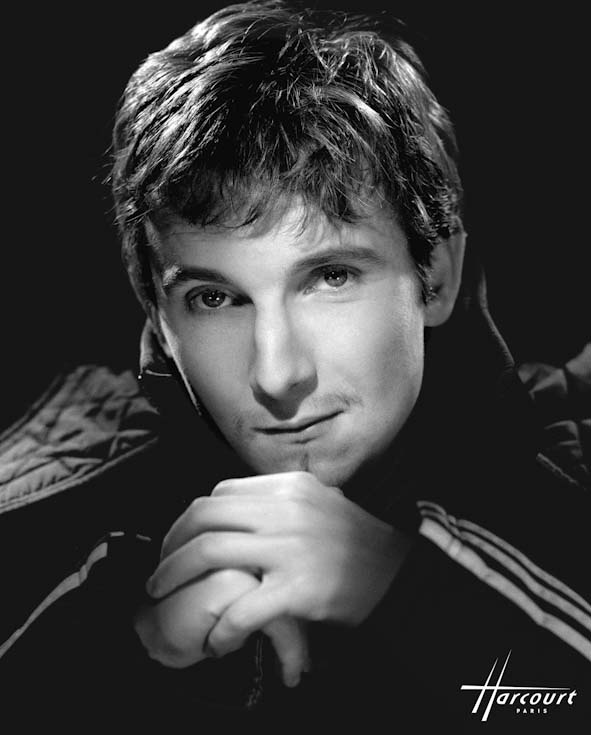
Lorànt Deutsch en 2004.

En 2004, la comédie Les Amateurs, dont Deutsch partage l'affiche avec Jalil Lespert, la comédie noire chorale Pour le plaisir, portée par Nadia Farès, la comédie policière de bande Nos amis les flics, portée par le tandem Frédéric Diefenthal-Armelle Deutsch, et surtout la satire L'Américain, réalisée par Patrick Timsit, et dont il est le héros, sont des échecs critiques et commerciaux. En 2005, il joue dans la série télévisée Kaamelott dans l’épisode 24 de la première saison : L’interprète dans le rôle de l’interprète du roi burgonde. Il se cantonne alors à un registre dramatique.

### Rôles historiques (2006-2010)
Au théâtre, entre 2005 et 2006, Deutsch interprète le rôle de Mozart dans la pièce Amadeus, aux côtés de Jean Piat. En septembre 2006, il joue dans la pièce d'Oscar Wilde, L'Importance d'être Constant, au théâtre Antoine à Paris, dans une mise en scène de Pierre Laville. La même année, il revient au cinéma en faisant partie de la distribution du drame historique Le Temps des porte-plumes, mené par Jean-Paul Rouve et Anne Brochet. Enfin, à la télévision, il incarne Jean-Paul Sartre jeune dans le téléfilm historique Les Amants du Flore, avec Anna Mouglalis dans le rôle de Simone de Beauvoir.
En avril 2007, il retrouve le réalisateur Daniel Vigne pour cette fois prêter ses traits à Jean de La Fontaine, dans le film biographique Jean de la Fontaine, le défi. La même année, il tourne une dernière fois sous la direction de Djamel Bensalah dans la comédie d'aventures enfantine Big City, où il tient un petit rôle.
En 2010, il interprète le rôle de Nicolas Fouquet, surintendant des Finances du roi Louis XIV, dans le téléfilm historique Le Roi, l'Écureuil et la Couleuvre de Laurent Heynemann.
Au théâtre, il est à l'affiche de la pièce Victor ou les Enfants au pouvoir, de Roger Vitrac, sur une mise en scène de Alain Sachs, au Théâtre Antoine.

### Confirmation dramatique au théâtre (2008-2013)

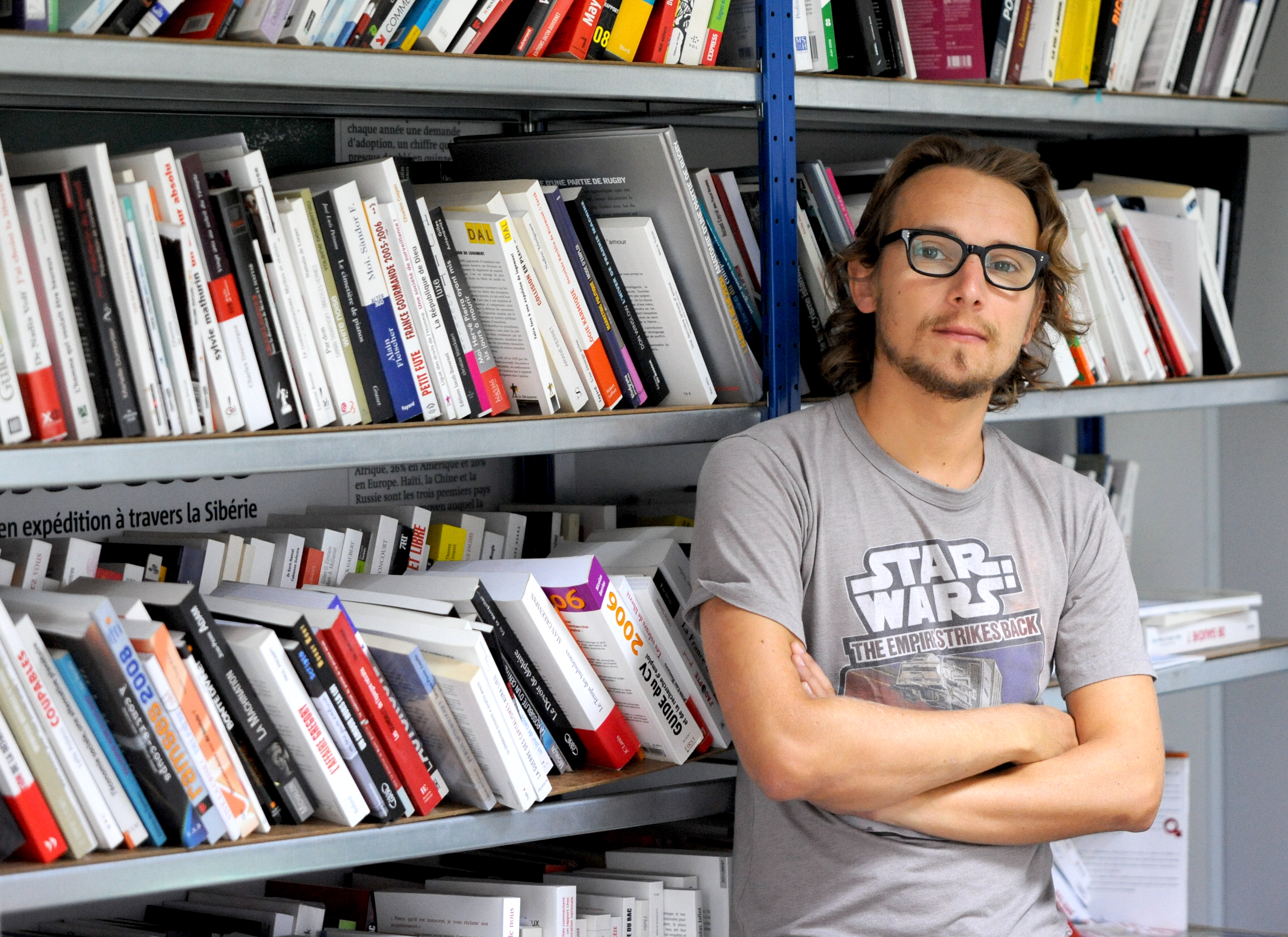
Lorànt Deutsch, en 2009 à Paris.

En 2008, Deutsch enchaîne quatre longs-métrages : il tient un second rôle dans le film d'aventures La Jeune Fille et les Loups, porté par Laetitia Casta. Puis il revient à la comédie, dans un registre plus noir, avec Le Plaisir de chanter, aux côtés de Marina Foïs et Jeanne Balibar et il tient un petit rôle dans la comédie dramatique Home Sweet Home, de Didier Le Pêcheur.
Mais c'est sur les planches que Deutsch parvient à s’imposer. En 2009, il tient le premier rôle de la pièce L'Anniversaire, de Harold Pinter, mise en scène par Michel Fagadau, à la Comédie des Champs-Élysées. Il enchaîne avec Le Roman d'un trader, où son personnage s'inspire de Jérôme Kerviel,.
En 2010, il partage l'affiche de la pièce Face au paradis avec Éric Cantona et sur une mise en scène de Rachida Brakni, au Théâtre Marigny. Puis il revient à la comédie pour Boubouroche, de Philippe Uchan, d'après l'œuvre de Georges Courteline, sur une mise en scène de Nicolas Briançon.
Au cinéma, Deutsch surprend le public, en 2009 dans le film d'horreur Humains, de Jacques-Olivier Molon et Pierre-Olivier Thévenin, aux côtés de Dominique Pinon et Sara Forestier, puis en 2011 en partageant l'affiche du drame intimiste Tu seras mon fils, de Gilles Legrand, avec Niels Arestrup.
Parallèlement, il joue dans des pièces telles que Le Songe d'une nuit d'été de William Shakespeare, (2011-2013), Le Dindon de Georges Feydeau (2012) puis La Station Champbaudet, d'Eugène Labiche (2013).
Il connaît surtout une popularité surprise grâce à un succès en librairie.

### Vulgarisation historique (années 2010) et controverses

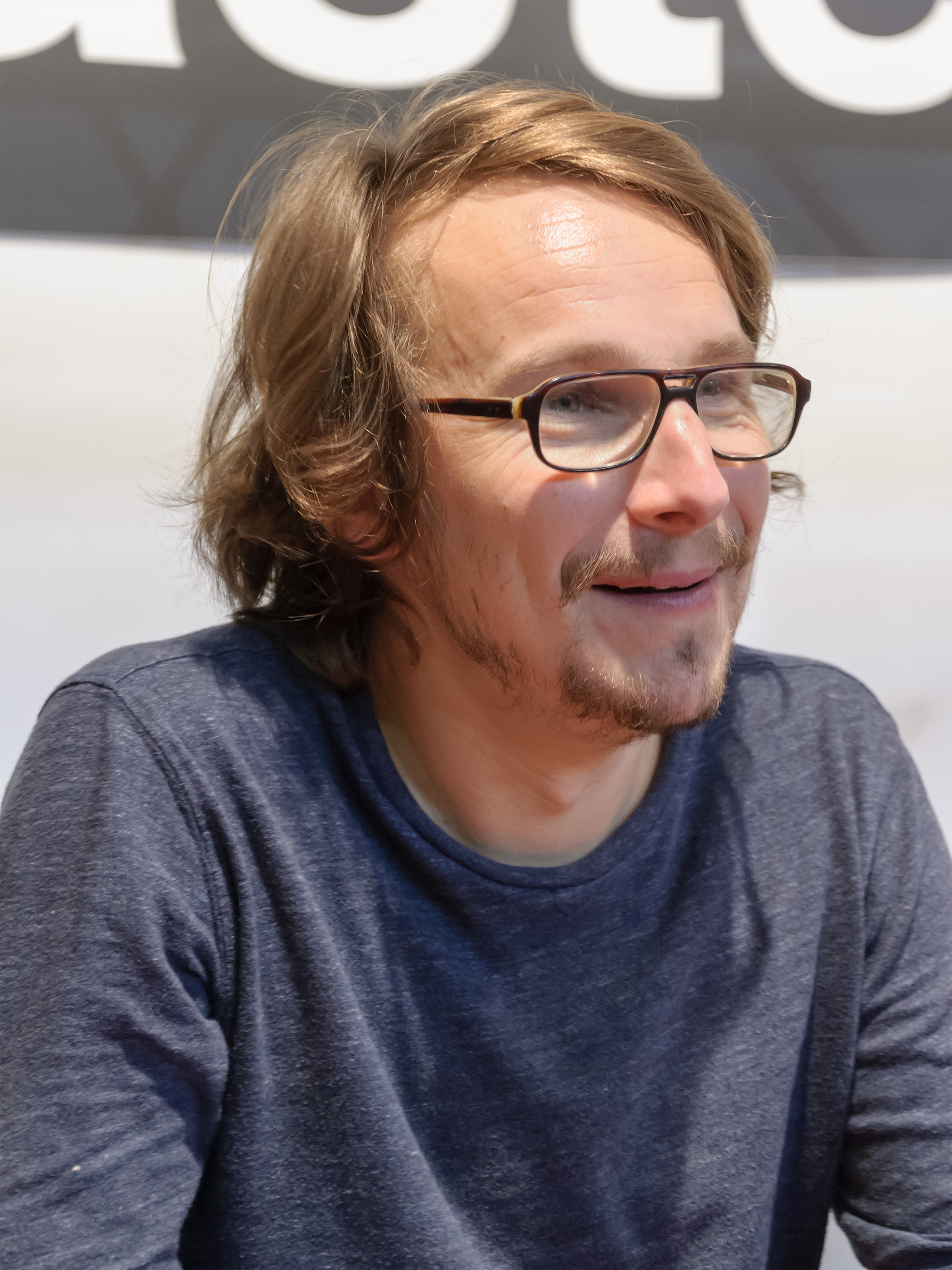
Lorànt Deutsch au festival d'Angoulême 2013.

Deutsch, grand amateur d'histoire de France, présente le 9 septembre 2009 son premier livre, Métronome, l'histoire de France au rythme du métro parisien, fruit de cinq ans de recherches et d'écriture et écrit en collaboration avec Emmanuel Haymann. L'ouvrage, tiré initialement à 8 000 exemplaires par l'éditeur Michel Lafon, connaîtra de nombreuses réimpressions. Lorànt Deutsch précise qu'il ne se considère « certainement pas » comme un « historien » : « Je n’ai pas cette prétention. Ce qui m’amuse, c’est de raconter l’histoire et de donner envie aux gens de la découvrir. Je suis juste un passionné. Mais je m’appuie sur les grands auteurs et ce que j’écris est véridique ». Six mois après la sortie de Métronome, plus de 330 000 exemplaires ont été vendus et plus de 500 000 en octobre 2010, date à laquelle est publiée une version illustrée de l'ouvrage. La publication de cet ouvrage en forme d'hommage à l'histoire de Paris vaut à Lorànt Deutsch d'être décoré en juin 2010 de la médaille de vermeil de la Ville de Paris par le maire de la capitale Bertrand Delanoë,.
La voix de Deutsch est alors utilisée par divers médias : pour des dessins animés (liste détaillée ci-dessous), pour des reportages (il est entre autres la voix off dans un reportage sur La fabuleuse histoire du jeu vidéo), ainsi que pour des séries radios (il prête ainsi sa voix à une série audio diffusée sur France Info du 31 mai au 18 juin 2010, Les Français parlent aux Français, qui retrace l'histoire de la résistance et notamment de Radio Londres). Il prête également sa voix à l'attraction Chocs Cosmiques au Futuroscope de Poitiers.
Le succès de Métronome incite finalement France 5 à en faire une adaptation sous forme de quatre documentaires. À la suite de sa diffusion en mai 2012, cette adaptation et le livre ont fait l'objet de diverses critiques de la part de plusieurs professeurs d'histoire et de militants politiques, qui reprochent à l'ouvrage diverses erreurs et l'accusent d'être biaisé par les opinions monarchistes de son auteur,,,,. Trois chercheurs en histoire, William Blanc, Aurore Chéry et Christophe Naudin, publient ainsi le livre Les Historiens de garde, destiné à dénoncer les auteurs qu'ils accusent de véhiculer une vision réactionnaire des faits historiques ; dans cet ouvrage, ils s'en prennent notamment à Lorànt Deutsch, à qui ils reprochent de ne fournir qu'une vision caricaturale, biaisée et linéaire de l'histoire de France. Un doctorant et agrégé d'histoire, Clément Salviani, s'est attaché à démontrer sur son blog les erreurs factuelles présentes dans l'ouvrage,.
Deutsch s'est pour sa part défendu de toute démarche idéologique. Le groupe PCF-Parti de gauche du conseil de Paris s'est fait le relais de cette controverse en demandant à la mairie de Paris de cesser de promouvoir un livre « orienté idéologiquement ». Le 11 juillet 2012, le conseil de Paris a rejeté le vœu en ce sens du groupe PCF-PG,. L'acteur déclare en novembre 2012 ne pas avoir été « touché » par cette affaire, « même [s'il a] quand même été traité de nazi ou de révisionniste » : « J’ai surtout le sentiment d’un énorme gâchis. J’ai découvert que l’histoire était un champ de bataille où chacun défend sa chapelle. Alors qu’au départ je crois qu’on se bat tous dans le même camp. Pour donner l’envie aux gens d’ouvrir des livres d’histoire ».
En 2011, Deutsch présente sur la chaîne Histoire le documentaire Paris Céline : Sur les pas de Céline avec Lorànt Deutsch, réalisé par Patrick Buisson à l'occasion du cinquantenaire de la mort de Louis-Ferdinand Céline. Il figure ensuite en photo sur la couverture du livre signé par Buisson tiré du documentaire, ce qui a pu être interprété comme une proximité entre les deux hommes. Lorànt Deutsch précise par la suite avoir uniquement collaboré avec Buisson à l'occasion de ce film et dans le cadre de son travail pour Histoire, et ne pas l'avoir revu ensuite.
En novembre 2012 paraît le premier tome d'une série de bande dessinée, Histoires de France, qu'il coscénarise avec Sylvain Runberg, le dessin étant confié à Eduardo Ocaña. Deux autres tomes sont annoncés pour 2013,.
Le 26 septembre 2013, Deutsch publie Hexagone chez Michel Lafon, « un voyage de 2 600 ans, pour suivre le mouvement des peuples qui ont fait la France ». Le livre, initialement tiré à 220 000 exemplaires, a été réimprimé dès sa parution,. Un certain nombre d'historiens ont critiqué le livre pour certaines de ses erreurs historiques et surtout pour l'idéologie qu'il défend,,. Les auteurs du livre Les Historiens de garde mettent à nouveau en cause Lorànt Deutsch, cette fois-ci pour sa vision, qu'ils jugent marquée à droite, de la bataille de Poitiers : l'un d'eux, Christophe Naudin, l'accuse notamment d'avoir « une vision quasi-maurrassienne de l’histoire ». Hadrien Desuin, dans le magazine Causeur, juge « grotesque » cette mise en cause de Lorànt Deutsch.
À la rentrée 2016, Deutsch publie un nouveau volume de Métronome, racontant cette fois l'histoire de la capitale à travers celle de ses rues. Peu après la sortie de ce livre, une nouvelle polémique éclate lorsque le comédien, qui devait donner une conférence sur l'histoire de France devant les élèves d'un lycée de Trappes, annule sa venue après que deux professeurs d'histoire-géographie de l'établissement ont annoncé qu'ils refusaient de faire participer leurs classes à cette rencontre. Lorànt Deutsch déclare alors être victime de la démarche « idéologique » de « deux profs militants ».
En octobre 2016, le site BuzzFeed publie un article au sujet d'un compte Twitter, ouvert à partir de la boîte mail de Deutsch et utilisé pour poster régulièrement des injures et des messages scabreux visant les détracteurs de ce dernier,. Deutsch nie pour sa part être l'auteur des « propos infâmes » postés sur le compte et affirme avoir été victime d'un piratage.
Dans le cadre de la promotion de son ouvrage Romanesque, Deutsch est de passage dans l'émission C à vous diffusée sur France 5 le 23 octobre 2018. Il y déclare qu'il ne voit « aucun intérêt à apprendre l'arabe à l'école », au motif qu'il y a déjà plus de mots arabes que de mots gaulois utilisés dans le français courant, argument jugé improbable et absurde et déclenchant de nombreuses réactions chez les enseignants en littérature et linguistique ; l'auteur propose, en lieu et place d'un apprentissage de l'arabe, de mieux enseigner l'étymologie,,.
Deutsch prête également sa voix aux magasins U lors des publicités radiophoniques et télévisées de cette enseigne.
Depuis 2018, il présente avec Stéphane Bern le magazine Laissez-vous guider sur France 2. En janvier 2019, dans le cadre d'un épisode de l'émission À Toute Berzingue consacré à Genève, dans laquelle il entend dresser le portrait historique de la ville en cinq minutes, Lorànt Deutsch est à nouveau pris en défaut. Dans un article publié dans Le Matin, Renaud Michiels, appuyé par le conseil historique de Pierre Flückiger, qualifie le propos de l'acteur comme un alignement « de petits raccourcis et erreurs grossières », inventant le nom d'un château, la présence de Rousseau sur place en 1763 et oubliant de mentionner dans l'histoire de la ville l'unique et principal événement célébré par toute la population genevoise qu'est l'Escalade.
À partir du 28 août 2021, Deutsch est animateur sur RTL et présente Entrez dans l'Histoire. Il est aussi invité par Laurent Ruquier, de temps en temps, dans l'émission Les Grosses Têtes, sur cette même station.

### Retour à la comédie (depuis 2014)
En tant qu'acteur, Deutsch se fait plus rare : au cinéma, il se contente en 2014 d'un second rôle dans la comédie indépendante Le Monde de Fred, co-écrite et réalisée par Valérie Müller. En 2015, il partage l'affiche du film comique Un village presque parfait avec Didier Bourdon, et produite par Djamel Bensalah ; et en 2016, il apparaît dans le rôle de Collot d'Herbois dans Les Visiteurs : La Révolution, de Jean-Marie Poiré.
Au théâtre, il tient les premiers rôles de pièces plus contemporaines : entre 2015 et 2016, il joue dans Le Système d'Antoine Rault, sur une mise en scène Didier Long. Puis il partage l'affiche de Irma la douce avec sa compagne Marie-Julie Baup. Enfin, en 2017, il est la tête d'affiche de Bankable de Philippe Madral, sur une mise en scène de Daniel Colas.
En 2018, Deutsch tient le premier rôle d'une série télévisée, la comédie Qu'est-ce qu'on attend pour être heureux ?, créée par Anne Giafferi pour la chaîne M6.

### Projet YouTubeÀ toute berzingue!
Depuis 2018, Deutsch parcourt la France afin de présenter les villes françaises au travers de vidéos publiées sur sa chaîne YouTube. Pour chacun des épisodes, il effectue plus de 30 kilomètres de marche. Son projet, qu'il se donne dix ans pour réaliser, comporte 300 étapes.

## Famille et vie privée
Deutsch rencontre la comédienne Marie-Julie Baup alors qu’il joue en 2005 la pièce Amadeus au théâtre et se marie avec elle le 3 octobre 2009 à Loix, sur l'île de Ré. Ils ont deux filles (nées en décembre 2010 et en mai 2012) et un garçon (né en mai 2014).
Le 26 septembre 2023, sur le plateau de l'émission C à vous sur France 5, Lorànt Deutsch annonce que son épouse l'a quitté.

## Opinions politiques et religieuses
Dans l'émission On n'est pas couché de Laurent Ruquier diffusée le samedi 27 novembre 2010, Deutsch se dit fier d'être catholique. Cette déclaration fait référence à l'actualité récente, notamment l'appel du pape Benoît XVI à savoir accueillir les légitimes diversités humaines, et la précision de sa position vis-à-vis de la distribution du préservatif. Deutsch dit également penser que la religion jouera un grand rôle dans la vie des gens à l'avenir, et qu'« un concordat sera nécessaire ».
Interviewé par la journaliste Arlette Chabot le 29 avril 2011, jour du mariage du prince britannique William avec Kate Middleton, Deutsch se déclare royaliste de tendance orléaniste et partisan du « Comte de Paris ». Il dit tirer ses convictions de la fréquentation, « sur les bancs de l'école », du fils de Bertrand Renouvin, ancien candidat de la Nouvelle Action française à l'élection présidentielle de 1974. Lui-même se définit comme « royaliste de gauche ».

## Théâtre
- La Dispute de Marivaux
- Arlequin poli par l'amour de Marivaux
- 2002 : La Reine de beauté de Leenane de Martin McDonagh, mise en scène Gildas Bourdet, Théâtre de l'Ouest parisien
- 2005 : Amadeus de Peter Shaffer, mise en scène Stéphane Hillel, Théâtre de Paris
- 2006 : L'Importance d'être constant d'Oscar Wilde, mise en scène Pierre Laville, Théâtre Antoine
- 2007 : L'Importance d'être constant d'Oscar Wilde, mise en scène Pierre Laville, Théâtre Antoine
- 2007 : Victor ou les enfants au pouvoir de Roger Vitrac, mise en scène Alain Sachs, Théâtre Antoine
- 2008 : L'Importance d'être constant d'Oscar Wilde, mise en scène Pierre Laville, Opéra de Massy, tournée
- 2009 : L'Anniversaire de Harold Pinter, mise en scène Michel Fagadau, Comédie des Champs-Élysées
- 2009 : Le Roman d'un trader de Jean-Louis Bauer, mise en scène Daniel Benoin, théâtre national de Nice, Théâtre de la Croix-Rousse
- 2010 : Face au paradis de Nathalie Saugeon, mise en scène Rachida Brakni, Théâtre Marigny
- 2010 : Boubouroche de Philippe Uchan d'après l'œuvre de Georges Courteline, mise en scène Nicolas Briançon
- 2011 : Le Songe d'une nuit d'été de William Shakespeare, mise en scène Nicolas Briançon, Festival d'Anjou, Théâtre de la Porte-Saint-Martin
- 2012 : Le Roman d'un trader de Jean-Louis Bauer, mise en scène Daniel Benoin, tournée
- 2012 : Le Dindon de Georges Feydeau, mise en scène Bernard Murat, Théâtre Édouard VII
- 2012 : Le Songe d'une nuit d'été de William Shakespeare, mise en scène Nicolas Briançon, tournée
- 2013 : Le Songe d'une nuit d'été de William Shakespeare, mise en scène Nicolas Briançon, Théâtre de la Porte-Saint-Martin
- 2013 : La Station Champbaudet d'Eugène Labiche, mise en scène Ladislas Chollat, Théâtre Marigny
- 2015 : Le Système d'Antoine Rault, mise en scène Didier Long, Théâtre Antoine
- 2015 : Irma la douce d'Alexandre Breffort, mise en scène Nicolas Briançon, Théâtre de la Porte Saint-Martin
- 2016 : Le Système d'Antoine Rault, mise en scène Didier Long, tournée
- 2017 : Bankable de Philippe Madral, mise en scène Daniel Colas, théâtre Montparnasse
- 2018 : Terminus d'Antoine Rault, mise en scène Christophe Lidon, Centre national de création d'Orléans
- 2019 : Romanesque (seul en scène) de Lorànt Deutsch, mise en scène Nicolas Lumbreras, Festival d'Anjou puis théâtre de Paris

## Filmographie

### Cinéma

#### Longs métrages
- 1994 : L'Eau froide d'Olivier Assayas : Un étudiant à la fête
- 1999 : Le Ciel, les Oiseaux et... ta mère ! de Djamel Bensalah : Christophe
- 1999 : Peut-être de Cédric Klapisch : Prince Fur
- 2000 : Là-bas... mon pays d'Alexandre Arcady : Versanti
- 2000 : Jet Set de Fabien Onteniente : Fifi
- 2000 : L'Envol de Steve Suissa : Franky
- 2001 : Un aller simple de Laurent Heynemann : Aziz
- 2001 : HS Hors Service de Jean-Paul Lilienfeld : M'sieur
- 2002 : Le Raid de Djamel Bensalah : Tacchini
- 2002 : Trois zéros de Fabien Onteniente : Tibor Kovacs
- 2003 : Bienvenue chez les Rozes de Francis Palluau : Gilbert
- 2003 : Le Coût de la vie de Philippe Le Guay : Patrick
- 2003 : Ripoux 3 de Claude Zidi : Julien
- 2003 : Les Clefs de bagnole de Laurent Baffie : lui-même
- 2004 : Les Amateurs de Martin Valente : Christophe Pichon
- 2004 : Pour le plaisir de Dominique Deruddere : Jean
- 2004 : Nos amis les flics de Bob Swaim : Bénisti
- 2004 : L'Américain de Patrick Timsit : Francis Farge
- 2005 : Ze Film de Guy Jacques : Bilou
- 2006 : Le Temps des porte-plumes de Daniel Duval : Pierre Dubrac
- 2007 : Jean de la Fontaine, le défi de Daniel Vigne : Jean de La Fontaine
- 2007 : Big City de Djamel Bensalah
- 2008 : La Jeune Fille et les Loups de Gilles Legrand : Anatole
- 2008 : Le Plaisir de chanter de Ilan Duran Cohen : Philippe
- 2008 : Home Sweet Home de Didier Le Pêcheur : Le barman
- 2008 : Mázli de Tamás Keményffy : Iván
- 2009 : Humains de Jacques-Olivier Molon et Pierre-Olivier Thévenin : Thomas
- 2011 : Tu seras mon fils de Gilles Legrand : Martin de Marseul
- 2014 : Le Monde de Fred de Valérie Müller : le footballeur comédien
- 2015 : Un village presque parfait de Stéphane Meunier : Maxime Meyer
- 2016 : Les Visiteurs : La Révolution de Jean-Marie Poiré : Collot d'Herbois

#### Courts métrages
- 1997 : Y a du foutage dans l'air de Djamel Bensalah
- 1999 : Une heureuse rencontre d'Emmanuel Paulin
- 2000 : Scénario sur la drogue : Exta-ordinaire de Manuel Boursinhac
- 2000 : C’est pas tous les jours marrant de Christophe Turpin
- 2001 : Le Peloton de David Morley
- 2001 : Ces jours heureux d'Olivier Nakache et Éric Toledano
- 2001 : Ta sœur de Martin Valente
- 2002 : À louer de James L. Frachon
- 2009 : La Librairie de Schrödinger de Claire Vassé et Christophe Beauvais (nominations Festivals de Pantin, Angers, Gagny et Pontault-Combault)
- 2009 : Climax de Frédéric Sojcher (prix au Festival de Bruxelles, de Namur, de Beauvais, de Corte)

### Télévision
- 1992-1995 : Les Intrépides : Tom Miller (série)
- 1995 : Highlander : le jeune George Dalou (saison 3, épisode 19)
- 1995 : Les Faux-frères de Miguel Courtois
- 1996 : Paroles d'enfant de Miguel Courtois
- 1997 : Les Bœuf-carottes : Gégé (1 épisode)
- 1997 : Pour être libre , Episode 14 : Lorànt
- 1998 : La Façon de le dire de Sébastien Grall : Nicolas
- 1998 : H : le stagiaire Loïc Zolla (2 épisodes)
- 1999 : La Crim' (1 épisode)
- 1999 : Eva Mag Episode 2 "Thomas Tome 1"
- 1999 : Les Hirondelles d'hiver d'André Chandelle : Peau de lapin
- 2000 : Le Lycée : Didier Morillon (1 épisode)
- 2000 : Madame le Proviseur (1 épisode)
- 2000 : Les Cordier, juge et flic : Nicolas (1 épisode : épisode 34)
- 2002 : Un paradis pour deux de Pierre Sisser : Arthur
- 2002 : Caméra Café : Simon (2 épisodes)
- 2003 : Kelif et Deutsch à la recherche d'un emploi, de Frédéric Berthe (série TV)
- 2004 : Tout va bien c'est Noël ! de Laurent Dussaux : Antoine
- 2004 : Le Triporteur de Belleville de Stéphane Kurc : Victor
- 2005 : Les Amants du Flore de Ilan Duran Cohen : Jean-Paul Sartre
- 2005 : Kaamelott : l'interprète burgonde (1 épisode)
- 2006 : L'Académie du Foot sur Arte : le narrateur
- 2008 : Myster Mocky présente de Jean-Pierre Mocky (1 épisode)
- 2009 : Facteur chance de Julien Seri : Jef
- 2010 : Les Diamants de la victoire de Vincent Monnet : Théophile, vicomte de Chandrilles
- 2010 : Le Roi, l'Écureuil et la Couleuvre de Laurent Heynemann : Nicolas Fouquet
- 2011 : Les Livres qui tuent de Denys Granier-Deferre : Léo Schwartz-Lenoir
- 2011 : Paris Céline : Sur les pas de Céline avec Lorànt Deutsch, film documentaire réalisé par Patrick Buisson et Guillaume Laidet, diffusé sur la chaîne Histoire
- 2012 : Bref (1 épisode : épisode 53)
- 2012 : Métronome (adaptation du best-seller du même nom en 4 épisodes)
- 2013 : Scènes de ménages (1 épisode)
- 2014 : Accusé (épisode L'histoire de Laurent) de Julien Despaux et Didier Bivel : Laurent Acuario
- 2014 : La Loi de Christian Faure : Dominique Le Vert
- 2015 : Une chance de trop de François Velle : Stéphane Bacard
- 2017 : On se refait Palmade !, sketch Le Colonel, mise en scène par Pierre Palmade, Théâtre de Paris, émission diffusée le 16 juin 2017
- 2017 : Hexagone (adaptation du best-seller du même nom en 4 épisodes)
- 2018 : Qu'est-ce qu'on attend pour être heureux ?, série d'Anne Giafferi et Marie-Hélène Copti : Romain
- 2021 : L'agence : l'immobilier de luxe en famille : lui-même (saison 1, épisode 4)
- 2021 : La Promesse de Laure de Butler : le commandant Jérôme Sambuc
- 2022 : Addict de Didier Le Pêcheur : Eric
- 2024 : Brocéliande de Bruno Garcia : Yann Robic
- 2025 : Capitaine Marleau, épisode L'Amiral de Josée Dayan : Bérot

### Doublage
- 2002 : La Planète au trésor : Un nouvel univers (Treasure Planet) de Ron Clements et John Musker : B.E.N (Bio-Electron-Navigateur)
- 2003 : La Méthode Bourchnikov de Grégoire Sivan (court-métrage)
- 2003 : Loulou de Serge Elissalde (court-métrage), présenté dans le long-métrage : Loulou et les autres loups : Loulou
- 2005 : Le Roman de Renart : Rufus
- 2005 : Chicken Little : Chicken Little
- 2006 : Astérix et les Vikings de Stefan Fjeldmark et Jesper Moller : Goudurix
- 2008 : Max et Co de Robert Boner et Benoît Dreyer : Max
- 2009 : Kérity, la maison des contes de Dominique Monféry : le Lapin Blanc
- 2010 : L'Apprenti Père Noël de Luc Vinciguerra : Randolph
- 2011 : Rio de Carlos Saldanha : Blu
- 2011 : Les Schtroumpfs de Raja Gosnell : le Schtroumpf à Lunettes ( remplacé par Sébastien Desjours dans les Schtroumpfs 2 )
- 2012 : Les Schtroumpfs : Un Chant de Noël (court métrage) : le Schtroumpf à Lunettes
- 2012 : Le Jour des corneilles de Jean-Christophe Dessaint : Fils Courge
- 2014 : Rio 2 de Carlos Saldanha : Blu
- 2014 : Astérix : Le Domaine des dieux d'Alexandre Astier : Anglaigus

## Voix off

### Documentaires
- 2009 : La Fabuleuse Histoire des jeux vidéo de Charles Henry Flavigny et Alexandre de Seguins
- 2010 : La Véritable Histoire des Bleus de Stéphane Benamou
- 2013 : Dinotasia d'Erik Nelson et David Krentz
- 2014 : Noël à Disneyland : Dans le secret du plus grand parc d'attraction d'Europe

### Parc d'attractions
- 2009 : Cosmic Collisions, version française pour le Futuroscope (Chocs Cosmiques) et la Cité des sciences et de l'industrie (Collisions cosmiques)
- 2012 : Monde Imaginaire de La Fontaine au Puy du Fou

### Livres audio
- 2013 : Presque Reine : Le Premier Amour de Louis XIV de Damien Pouvreau, éditions Éveil et Découvertes : voix de Louis XIV
- 2014 : Des souris et des hommes de John Steinbeck, édition Gallimard Audio : voix de Georges qui prend soin de Lennie (interprété par Jacques Gamblin)

### Publicités
- 2016 : voix des magasins U, pour ses pubs télévisées et radiophoniques

## Émissions

### Animateur

#### Télévision
- depuis 2018 : Laissez-vous guider sur France 2, coprésenté avec Stéphane Bern
- 2024 : L'école à remonter le temps sur M6

#### Radio
- depuis 2021 : Entrez dans l'Histoire sur RTL

## Publications
- 2009 : Métronome, l'histoire de France au rythme du métro parisien, avec Emmanuel Haymann, Michel Lafon  (ISBN 9782749910116)
- 2012 : Histoires de France - Tome 1 : XVIe siècle - François Ier et le Connétable de Bourbon, avec Sylvain Runberg et Eduardo Ocaña, coédition Casterman et Michel Lafon  (ISBN 978-2203060227)
- 2013 : Hexagone, Michel Lafon  (ISBN 9782749917832)
- 2014 : Hexagone illustré, Michel Lafon  (ISBN 9782749922362) : Version avec moins de texte, mais avec des illustrations.
- 2016 : Métronome 2. Paris intime au fil de ses rues, Michel Lafon, 2016, 431 pages  (ISBN 9782749925110)
- 2018 : Romanesque : La Folle Aventure de la langue française, Michel Lafon, 2018.
- 2021 : Métrobreizh, Michel Lafon, 2021, 283 pages  (ISBN 2749925177)

## Distinctions

### Médaille et décoration
- Médaille de la Ville de Paris, échelon vermeil (2010)
- Chevalier de l'ordre des Arts et des Lettres (2010)[62]

### Récompenses
- Étoile d'or 2003 : révélation masculine pour Le Raid et 3 zéros
- Prix Jean-Gabin 2004

### Nominations
- César 2003 : meilleur jeune espoir masculin pour 3 zéros